# Polyamia herbida
Polyamia herbida är en insektsart som beskrevs av Delong 1935. Polyamia herbida ingår i släktet Polyamia och familjen dvärgstritar. Inga underarter finns listade i Catalogue of Life.